# Ralf Jaumann

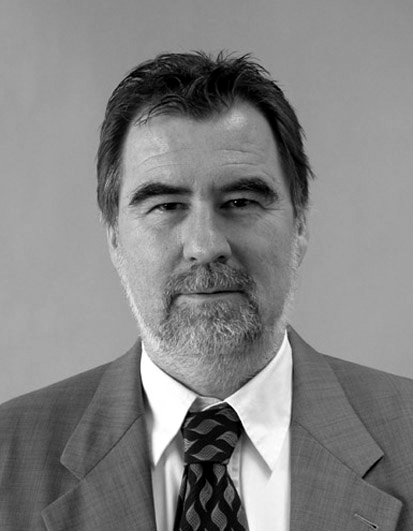
Ralf Jaumann, vor 2004

Ralf Jaumann (* 4. Mai 1954 in Bietigheim-Bissingen) ist ein deutscher Planetenforscher.

## Leben
Ralf Jaumann studierte Physik und Geologie und wurde 1989 an der Ludwig-Maximilians-Universität München promoviert. In den Jahren 1991 bis 1994 leitete Ralf Jaumann die Abteilung Experimentelle Missionsvorbereitung am Institut für Planetenerkundung in Berlin-Adlershof und ab 1994 die Abteilung der Planetologie am Institut für Weltraumsensorik und Planetenerkundung. Seit 2002 ist Ralf Jaumann der Direktor der DLR/NASA Regional Planetary Image Facility in Berlin-Adlershof.
Im Jahr 2003 habilitierte er sich an der Ludwig-Maximilians-Universität München und war in den Jahren 2003 bis 2006 dort Privatdozent im Department für Geo- und Umweltwissenschaften. Seit 2003 ist Ralf Jaumann stellvertretender Direktor des Institutes für Planetenforschung am Deutschen Zentrum für Luft- und Raumfahrt (DLR).
Seit 2006 ist Ralf Jaumann Honorarprofessor am Institut für Geologische Wissenschaften an der Freien Universität Berlin.
Ralf Jaumann ist an verschiedenen Weltraummissionen beteiligt. Als Experiment Manager und Projektleiter des HRSC (High Resolution Stereo Camera) Kamera-Experiments auf der Mars Express Mission der ESA, bei der NASA/ESA Cassini-Huygens Mission zum Saturn, als Co-Investigator des Kamera-Experiments der Venus Express Mission der ESA, als Co-Investigator des Rosetta-Spektrometer Experiments der ESA zu Kometen und als Projektleiter der Framing Camera der NASA Dawn Mission zu Asteroiden.
Er beschäftigt sich mit dem Ursprung und der Entwicklung planetarer Oberflächen sowie mit geologischen Prozessen im Sonnensystem.
Während zahlreicher Forschungsaufenthalte arbeitete er an der Brown University in Providence (Rhode Island), dem Jet Propulsion Laboratory in Pasadena und an der University of Hawaii.

## Auszeichnungen
Für seine Arbeiten erhielt Ralf Jaumann mehrere Auszeichnungen, unter anderem den ESA-Award: Contribution to the Mars Express Mission, den NASA-Award: Group Achievement of the National Aeronautics and Space Administration for the Pathfinder Experiment Operations Team. Am 12. Juli 2014 wurde ein Asteroid nach ihm benannt: (25138) Jaumann.

## Bücher (Auswahl)
Ralf Jaumann schrieb unter anderem Bücher über die Planeten Merkur, Mars und Venus, sowie über den Mond.
- Der Mond – Entstehung, Erforschung, Raumfahrt. 2008. Ralf Jaumann, Ulrich Köhler, Buzz Aldrin, und Thomas Reiter.
- Die Mars Mission – Pathfinder, Sojourner und die Eroberung des Roten Planeten. 1998. Holger Heuseler, Ralf Jaumann, und Gerhard Neukum.
- Zwischen Sonne und Pluto. 2000. Holger Heuseler, Ralf Jaumann, und Gerhard Neukum.
- Monde – in: Sterne und Weltraum Special 2/2002. Hans J. Giese, Ralf Jaumann, und Günther Wuchterl.
- mit Ulrich Köhler: Der Mars. Ein Planet voller Rätsel. Herausgegeben vom DLR. Ed. Fackelträger, Köln 2013, ISBN 978-3-7716-4502-1